# Немачка подморница У-26
Подморница У-26 је била Немачка подморница типа I и коришћена у Другом светском рату. Подморница је изграђена 6. маја 1936. године и служила је у 2. подморничкој флотили (6. мај 1936 — 1. август 1939) - школско-борбени брод, и 2. подморничкој флотили (1. август 1939 — 1. јул 1940) - борбени брод.

## Служба
Подморница У-26 напуста базу Вилхелмсхафен 29. августа 1939. године, и одлази ка одређеном положају, где је положила једно минско поље. У 19:40 сати, 15. септембра, белгијски трговачки брод  (заповедник В. Делгоф) удара у једну мину, коју је пет дана раније положила У-26, на око 1 наутички миљу од Шамблеског брода-светионика. Експлозија прелама брод на два дела и изазива његово потонуће на свега пола наутичке миље, источно од Вејмута, прекинувши једну од карика за откривање подморница. Заповедник, 48 члана посаде и 8 путника (сви људи на броду), су сакупљени од грчког трговачког брода Atlanticos и искрцани су у Вејмуту. Осам члана посаде и један путник су били повређени. 
Пет дана касније, 20. септембра у 19:00 сати, британски патролни брод HMS Kittiwake (L 30) (комодор Е. Р. Кондер) је претрпео оштећење приликом удара у једну мину, коју је положила 10. септембра, подморница У-26 у близини Шамблеског брода-светионика. Пет члана посаде британског брода је погинуло. Командант британског брода је услед експлозије оборен са командног моста, и касније га спашава један рибарски брод. Британски миноловац HMS Harrier (J 71), преузима 39 члана посаде и одвлачи оштећени патролни брод у Довер. Дана, 7. октобра 1940. године, HMS Kittiwake (L 30) је одвучен од британских реморкера Gondia и Simla, до Ширнеса, где је брод оправљен и поново уврштен у службу 18. јануара 1941. године.
Након 29 дана патролирања, У-26 се враћа, 26. септембра 1939. године у базу Вилхелмсхафен. Холандси трговачки брод Binnendijk, удара 7. октобра у једну од мина, које је У-26 положила 10. септембра, на око 2,5 наутичке миље југоисточно од Шамблеског брода-светионика, и тоне у 14:00 сати следећег дана. Како је олупина сметала пловидби, она је 10. октобра, уништена експлозивом. На следеће своје патролирање, У-26 полази из Вилхелмсхафена 22. октобра 1940. године.
Новембра 1939. године, У-26 је била прва немачка подморница која је дејствовала по Медитерану у Другом светском рату. У 03:40 сати, 13. новембра, француски трговачки брод , који је пловио без пратње, погођен је једним торпедом од У-26, и тоне након 30 секунди, у близини Малаге, Шпанија. Подморница У-26, напуста Медитеран, након само 5 дана дејства по њему.
У 23:00 сати, 22. новембра 1939. године, грчки трговачки брод Elena R. удара у мину коју је У-26 положила 10. септембра, и тоне на две наутичке миље од Шамблеског брода-светионика. Свих 24 члана посаде грчког брода је преживело потапање њиховог брода. Подморница У-26 упловљава 5. децембра у базу Вилхелмсхафен, након 45 дана патролирања. Скора два месеца касније, 29. јануара 1940. године, У-26 креће на ново патролирање. 
Дана, 12. фебруара 1940. године у 09:55 сати, норвешки трговачки брод , који је био без пратње, погођен је по средини брода једним торпедом са У-26, након што је у 09:25 сати заустављен са два испаљена хица испред прамца брода. Експозија торпеда прелама норвешки брод на два дела, и прамац тоне, док је задњи део остао још увек на води. Зато подморница испаљује у 10:09 сати још два торпеда, од којих прво прерано експлодирало, али је зато друго погодило преостали део брода, услед чега и он тоне. Сви чланови посаде норвешког брода, њих 24, су скоро 10 сати касније спашени од норвешког трговачког брода Berto који је пловио из Торевиеја за Берген, преко Гибралтара и Кирквола.
Два дана касније, 14. фебруара, у 08:00 сати, британски трговачки брод  (заповедник Х. Томсон), који је превозио 6.800 тона пшенице, а одвојио се од конвоја , торпедован је од У-26 на око 70 наутичких миља северозападно од Фастнета, Ирска, и тоне након 13 минута. Четири чланова његове посаде је погинуло, док су се заповедник и 29 осталих чланова посаде спасили. 
Сутрадан, 15. фебруара, у 08:37 сати, норвешки теретни брод Steinstad (заповедник Лудвик Нилсен), који је пловио без пратње, погођен је по средини брода једним торпедом, испаљеног са подморнице У-26, и тоне веома брзо, на око 75 наутичке миље западно од острва Аран, Ирска. Подморница је уочила брод вече раније, у 19:12 сати, и приметивши норвешку заставу она га прати током ноћи, да би га са првим јутарњим светлом, сходно правилима, зауставила и извршила контролу терета. У 07:50 сати, Немци испаљују из подморничког топа један хитац, који прелеће преко прамца Steinstad, али он се није окренуо ка подморници ни после трећег испаљеног хица. Стога следећи плотуни су директно упућени ка броду, и убрзо посада почиње да напуста брод у два чамца за спасавање. Заповедник и још 12 чланова посаде, који су се налазили у једном чамцу за спасавање, више никад нису виђени, упркос што су тражени од једног патролног авиона. На другом чамцу за спасавање налазила су се 11 чланова посаде, и они стижу 20. фебруара до острва Аран. 
Након 33 дана патролирањ, У-26 упловљава 1. марта 1940. године, у базу Вилхелмсхафен. Месец и по дана касније, 13. априла, када је напад на Норвешку већ отпочео, подморница У-26 испловљава на ново патролирање и већ 18. априла упловљава у окупирани Трондхајм, Норвешка, из кога сутрадан испловљава, и креће ка Немачкој. 
У 07:49 сати, 21. априла 1940. године, британски трговачки брод  (заповедник Вилијем Џејмс Калдервуд), који је пловио у саставу конвоја  (три транспортна брода и два разарача), са снабдевањима за савезничке снаге у Норвешкој, погођен је једним торпедом са поморнице У-26, и тоне северозападно од Бергена. Један стражар и 14 чланова посаде су погинули, док заповедника и 29 осталих чланова посаде, спасава британски разарач HMS Javelin (F 61), и искрцава их у Алесунду. Британски брод Cedarbank, био је једини савезнички транспортни брод, који је потопљен од подморнице, током Норвешке операције, априла 1940. године. Брод је превозио снабдевања за 148. британску бригаду, међу којима се налазило доста моторних возила, против-авионских топова средњег калибра, много преко потребне муниције и 75 тона порција.
Подморница У-26 упловљава 25. априла у базу Вилхелмсхафен. На ново путовање ка Трондхајму, У-26 креће из Вилхелмсхафена 23. маја 1940. године, а стиже у Трондхајм 27. маја. Свега два дана касније она испловљава из Трондхајма и одлази у патролу, која ће трајати само 8 дана, и У-26 упловљава 5. јуна, у Вилхелмсхафен. По завршеном двонедељном одмору, У-26 креће из базе Вилхелмсхафен 20. јуна 1940. године, на своје ново, а уједно и последње патролирање.
Дана, 29. јуна 1940. године, грчки трговачки брод Frangoula B. Goulandris је погођен и потопљен, торпедом испаљеног са подморнице У-26. Шест члана посаде грчког брода је погинило, а 32 осталих чланова посаде, успело ја да се спаси. Сутрадан, 30. јуна, норвешки трговачки брод  (заповедник Мортен Мортенсен), је торпедован од У-26, и ломи се на два дела, услед чега тоне веома брзо. Сви чланова посаде норвешког брода се спасавају у чамцима за спасавање, и убрзо их проналазу британски трговачки брод Sheridan, али како је он био на путу за Бразил, оставља људе у чамцима за спасавање. Sheridan наилазу на два шпанска рибарска брода, који касније долазе и спасавају норвешке бродоломнике, а затим их искрцавају у Ла Коруњи, Шпанија. Истог дана, 30. јуна, естонски трговачки брод Merkur је торпедован и потопљен од У-26, југозападно од Лендс Енда.
Следећег дана, 1. јула 1940. године, подморница У-26 напада конвој OA-175, и торпедује, али не потапа британски трговачки брод Zarian. Међутим, У-26 је откривена у површинској вожњи од једног аустралијског патролног хидроавиона Сандерленд, који избацује две од четири бомби од 113 kg. Подморница У-26 је већ била доста оштећена од 6 дубинских бомби, које је избацила фрегата HMS Gladiolus, претходног дана. Оштећења задобијена од авио-бомби нису била фатална, али су онемогућила да подморница може поново заронити, и посада потапа сама своју подморницу, како не би пала напријатељу у руке. Сви чланови посаде су напустили подморницу, и касније су покупљени од британског слупа HMS Rochester, на коме они постају ратни заробљеници.

## Команданти
- Вернер Хартман (11. мај 1936 — 30. септембар 1938) (Витешки крст)
- Оскар Шомбург (1. октобар 1938. - август 1939)
- Клаус Еверт (август 1939. - 3. јануар 1940)
- Хајнц Шерингер (4. јануар 1940 — 11. мај 1940)
- Хајнц Фишер (12. мај 1940 — 8. јун 1940)
- Хајнц Шерингер (9. јун 1940 — 1. јул 1940)

## Бродови
| Име брода | Држава               | Тежина     | Година изградње | Датум напада        | Напомена |
|           | Белгија              | 5.965 тона | 1937.           | 15. септембар 1939. | Потопљен |
|           | Уједињено Краљевство | 530 тона   | 1937.           | 20. септембар 1939. | Оштећен  |
|           | Холандија            | 6.873 тона | 1921.           | 7. октобар 1939.    | Потопљен |
|           | Француска            | 4.285 тона | 1928.           | 13. новембар 1939.  | Потопљен |
|           | Грчка                | 4.576 тона | 1917.           | 22. новембар 1939.  | Потопљен |
|           | Норвешка             | 3.482 тона | 1919.           | 12. фебруар 1940.   | Потопљен |
|           | Уједињено Краљевство | 4.622 тона | 1925.           | 14. фебруар 1940.   | Потопљен |
|           | Норвешка             | 2.477 тона | 1912.           | 15. фебруар 1940.   | Потопљен |
|           | Уједињено Краљевство | 5.159 тона | 1924.           | 21. април 1940.     | Потопљен |
|           | Грчка                | 6.701 тона | 1918.           | 29. јун 1940.       | Потопљен |
|           | Норвешка             | 3.214 тона | 1928.           | 30. јун 1940.       | Потопљен |
|           | Естонија             | 1.291 тона | 1913.           | 30. јун 1940.       | Потопљен |
|           | Уједињено Краљевство | 4.871 тона | 1928.           | 1. јул 1940.        | Оштећен  |
| --------- | -------------------- | ---------- | --------------- | ------------------- | -------- |